# Ribhus
Die Ribhus (Sanskrit ऋभु ṛbhu m.) sind eine Gruppe von drei göttlichen Künstlern in der vedischen Religion. Im späteren Hinduismus spielen sie keine nennenswerte Rolle mehr. Zu den besonderen Kunstwerken, die sie herstellten, gehört der Wagen der Ashvins.

## Mythos
Die Namen der drei Ribhus lauten Ribhu (ऋभु) oder auch Ribhukshin (ऋभुक्षिन् ṛbhukṣin), Vaja (वाज) und Vibhvan (विभ्वन्). Nach dem Rigveda sind sie ursprünglich Menschen und Söhne von Sudhanvan, dem Sohn von Angiras, einem der sieben Saptarishi. Wegen ihrer außerordentlichen Kunstfertigkeiten erhielten sie von Savitri die Unsterblichkeit und wurden unter die Götter aufgenommen. Sie werden auch unter den Helfern von Indra genannt, dessen Wagen und Rosse sie hergestellt haben.
Die Ribhus standen auch im Wettstreit mit Tvashtri, dem göttlichen Handwerker, und vervierfachten den von diesem verfertigten Opferbecher der Götter. Es wird von ihnen ferner erzählt, dass sie ihre alten Eltern wieder jung machten.